# Jotun Arena
Die Jotun Arena ist das Fußballstadion des norwegischen Fußballclubs Sandefjord Fotball in der Stadt und Kommune Sandefjord im Fylke Vestfold. Bis zur Eröffnung der Sandefjord Arena spielte Sandefjord im 1969 eingeweihten Storstadion. 2005 gelang dem Sandefjord Fotball der Aufstieg in die Tippeligaen und die Anlage wurde mit Stahlrohrtribünen, Flutlicht und Einrichtungen für Journalisten nachgerüstet.

## Geschichte
Schon einige Zeit lagen bei Sandefjord Pläne für ein neues Stadion vor. Im Sommer 2006 gab die Gemeinde ihre Zustimmung zum Neubau. Ursprünglich war die Arena auf 10.000 Plätze ausgelegt; durch die schlechte wirtschaftliche Lage wurden nur die zwei großen überdachten Tribünen längs des Platzes mit 6000 Plätzen gebaut und hinter den Toren Stahlrohrtribünen mit 2000 bzw. 1000 Plätzen aufgestellt. Der Name stammt von dem Onlinehändler Komplett Group. Der Sponsoringvertrag ging über zehn Jahre und brachte dem Verein 15 Mio. NOK ein. Im November 2019 beendete die Komplett Group die Vereinbarung. Die Anlage hieß fortan Sandefjord Arena, bis sie im September 2023 nach ihrem Hauptsponsor Jotun in „Jotun Arena“ umbenannt wurde.

## Daten
- Eröffnungsspiel: Sandefjord Fotball gegen Lyn Oslo am 21. Juli 2007 vor 8103 Zuschauern[5]
- Gesamtkosten: ca. 100 Mio. NOK (ca. 12,3 Mio. €)
- Platzangebot: 6582
- Sitzplätze: 6000
- V.I.P.-Plätze: 542
- V.I.P.-Logen: 6 (dazu ein großer Saal und V.I.P.-Lounge mit Bar)
- Behindertengerechte Plätze: ca. 20
- Eingänge: 11
- Spielfeld: 105 × 68 Meter (Naturrasen mit Rasenheizung)
- Umkleidekabinen: 
  - Heimmannschaft 153 m²
  - Gastmannschaft 120 m²
- Kioske: Zehn für Essen und Getränke